# Kukulcania bajacali
Espèce
Kukulcania bajacali est une espèce d'araignées aranéomorphes de la famille des Filistatidae.

## Distribution
Cette espèce est endémique du Mexique. Elle se rencontre dans le Sud de la Basse-Californie et en Basse-Californie du Sud.

## Description
Le mâle paratype mesure 6,68 mm et la femelle paratype 12,17 mm.

## Étymologie
Son nom d'espèce lui a été donné en référence au lieu de sa découverte, la péninsule de Basse-Californie.

## Publication originale
- Magalhaes & Ramírez, 2019 : The crevice weaver spider genus Kukulcania (Araneae: Filistatidae). Bulletin of the American Museum of Natural History, no 426, p. 1-151 (texte intégral).